# Episodi de I Simpson (ottava stagione)
L'ottava stagione de I Simpson (serie di produzione 4F) è andata in onda negli Stati Uniti dal 27 ottobre 1996 al 18 maggio 1997.
La stagione comprende due episodi della serie di produzione 3F, relativa alla precedente stagione, e due della serie 3G, curata da Al Jean e Mike Reiss (show-runner della terza e della quarta stagione).
La stagione ha vinto due Emmy: l'episodio La fobia di Homer per la migliore serie animata e Alf Clausen e Ken Keeler per il miglior pezzo musicale (We Put The Spring in Springfield dall'episodio Il notturno di Bart). Inoltre il medesimo episodio ha vinto anche il GLAAD Media Award per il miglior episodio in una serie TV.
In Italia ventuno episodi su Italia 1 sono stati trasmessi fra il 24 febbraio e il 24 marzo del 1998, mentre altri tre sono andati in onda il 5 maggio; l'episodio Si trasloca solo due volte è stato trasmesso per la prima volta il 9 ottobre 1999.
Dal 2 ottobre 2006 è in vendita il cofanetto contenente l'ottava stagione completa.
Il 10 gennaio 2023 l'episodio La montagna della pazzia è stato trasmesso per la prima volta rimasterizzato in 16:9 pillarbox e in alta definizione, mentre dal 15
al 28 agosto 2023 vengono replicati, sempre per la prima volta rimasterizzati in 16:9 pillarbox e in alta definizione, i restanti episodi, ad eccezione di La fobia di Homer e La paura fa novanta VII, trasmesso il 18 ottobre 2023.
| N° | Codice di produzione | Titolo italiano                                | Titolo originale                                                      | Prima TV USA     | Prima TV Italia  |
| -- | -------------------- | ---------------------------------------------- | --------------------------------------------------------------------- | ---------------- | ---------------- |
| 1  | 4F02                 | La paura fa novanta VII                        | Treehouse of Horror VII                                               | 27 ottobre 1996  | 5 maggio 1998    |
| 2  | 3F23                 | Si trasloca solo due volte                     | You Only Move Twice                                                   | 3 novembre 1996  | 9 ottobre 1999   |
| 3  | 4F03                 | Homer toro scatenato                           | The Homer They Fall                                                   | 10 novembre 1996 | 27 febbraio 1998 |
| 4  | 4F05                 | Burns Baby Burns                               | Burns, Baby Burns                                                     | 17 novembre 1996 | 3 marzo 1998     |
| 5  | 4F06                 | Il notturno di Bart                            | Bart After Dark                                                       | 24 novembre 1996 | 4 marzo 1998     |
| 6  | 4F04                 | Due cuori due capanne                          | A Milhouse Divided                                                    | 1 dicembre 1996  | 2 marzo 1998     |
| 7  | 4F01                 | L'appuntamento di Lisa col teppistello         | Lisa's Date with Density                                              | 15 dicembre 1996 | 26 febbraio 1998 |
| 8  | 4F07                 | Uragano Neddy                                  | Hurricane Neddy                                                       | 29 dicembre 1996 | 5 marzo 1998     |
| 9  | 3F24                 | Il viaggio misterioso di Homer                 | El Viaje Misterioso de Nuestro Jomer (The Mysterious Voyage of Homer) | 5 gennaio 1997   | 25 febbraio 1998 |
| 10 | 3G01                 | Springfield Files                              | The Springfield Files                                                 | 12 gennaio 1997  | 24 febbraio 1998 |
| 11 | 4F08                 | Il mondo iellato di Marge Simpson              | The Twisted World of Marge Simpson                                    | 19 gennaio 1997  | 6 marzo 1998     |
| 12 | 4F10                 | La montagna della pazzia                       | Mountain of Madness                                                   | 2 febbraio 1997  | 10 marzo 1998    |
| 13 | 3G03                 | Simpsoncalifragilistichespirali-d'oh-so        | Simpsoncalifragilisticexpiala(Annoyed Grunt)cious                     | 7 febbraio 1997  | 5 maggio 1998    |
| 14 | 4F12                 | Lo show di Grattachecca e Fichetto e Pucci     | The Itchy & Scratchy & Poochie Show                                   | 9 febbraio 1997  | 12 marzo 1998    |
| 17 | 4F11                 | La fobia di Homer                              | Homer's Phobia                                                        | 2 marzo 1997     | 11 marzo 1998    |
| 16 | 4F14                 | Fratelli coltelli                              | Brother from Another Series                                           | 23 febbraio 1997 | 16 marzo 1998    |
| 15 | 4F13                 | La mia sorella babysitter                      | My Sister, My Sitter                                                  | 16 febbraio 1997 | 13 marzo 1998    |
| 18 | 4F15                 | Homer contro il 18º emendamento                | Homer vs. The Eighteenth Amendment                                    | 16 marzo 1997    | 5 maggio 1998    |
| 19 | 4F09                 | Una scuola elementare confidenziale            | Grade School Confidential                                             | 6 aprile 1997    | 9 marzo 1998     |
| 21 | 4F16                 | L'ammutinamento canino                         | The Canine Mutiny                                                     | 20 aprile 1997   | 17 marzo 1998    |
| 20 | 4F17                 | Il vecchio e Lisa                              | The Old Man and the Lisa                                              | 13 aprile 1997   | 18 marzo 1998    |
| 22 | 4F18                 | In Marge abbiamo fede                          | In Marge We Trust                                                     | 27 aprile 1997   | 19 marzo 1998    |
| 23 | 4F19                 | Il nemico di Homer                             | Homer's Enemy                                                         | 4 maggio 1997    | 20 marzo 1998    |
| 24 | 4F20                 | La bacheca della serie dalla serie "I Simpson" | The Simpsons Spin-Off Showcase                                        | 11 maggio 1997   | 23 marzo 1998    |
| 25 | 4F21                 | La guerra segreta di Lisa Simpson              | The Secret War of Lisa Simpson                                        | 18 maggio 1997   | 24 marzo 1998    |

## La paura fa novanta VII
- Sceneggiatura: Ken Keeler, Dan Greaney, David X. Cohen
- Regia: Mike B. Anderson
- Messa in onda originale: 27 ottobre 1996
- Messa in onda italiana: 5 maggio 1998

L'episodio contiene tre storie di Halloween, introdotte da Homer che accende un Jack-o'-lantern che lo ricopre di fuoco.
- La cosa ed io (The Thing and I)
Bart, Lisa e Maggie sentono degli strani rumori provenire dalla soffitta, ma Marge e Homer proibiscono loro di andare lì. I ragazzi disubbidiscono e, andando in soffitta, scoprono Hugo, il gemello siamese di Bart che, separato al momento della nascita dal fratello, è stato rinchiuso lì perché potenzialmente pericoloso in quanto è stato considerato il fratello malvagio. Dopo che Hugo sembra scappato di casa e dopo essere stato trovato nuovamente in soffitta mentre cercava di tornare a riunirsi con Bart, il dr. Hibbert scopre che la cicatrice di Hugo è presente sul lato sbagliato del corpo, perciò il gemello malvagio è sempre stato Bart, che viene così rinchiuso in soffitta.
- La vaschetta della genesi (The Genesis Tub)
Durante un esperimento per un concorso di scienze, Lisa crea un universo in miniatura che evolve molto rapidamente. Bart, con uno dei suoi sgarbi alla sorella, mette in seria difficoltà il piccolo mondo creato da Lisa distruggendo parecchie città. Per vendicarsi i piccoli abitanti attaccano Bart e miniaturizzano Lisa per poter risolvere il problema. Qui si scopre che Lisa viene considerata come un Dio e Bart invece viene considerato un diavolo, ma la ragazzina non può aiutarli perché non può essere riportata alle sue dimensioni originali. A questo punto Bart si impossessa dell'esperimento di Lisa e riesce a vincere il primo premio, mentre Lisa è costretta a rimanere nel suo piccolo mondo.
- Cittadino Kang (Citizen Kang)
Homer viene catturato dagli alieni Kang e Kodos per sapere dove si trova il leader del suo pianeta. Homer informa i due alieni che nel giro di poche settimane ci saranno le elezioni e quindi il presidente può cambiare, perciò Kang e Kodos rapiscono i due candidati Bill Clinton e Bob Dole per poter vincere le elezioni e conquistare la Terra. Homer prova ad avvertire la popolazione di questo pericolo, ma nessuno gli crede e, nonostante alla fine mostri a tutto il pianeta l'identità aliena dei due candidati, Kang vince le elezioni e riesce a sottomettere tutti gli abitanti della Terra.
- Guest star: assente
- Frase alla lavagna: assente
- Gag del divano: i Simpson arrivano sul divano dove è seduta la Morte. Ogni componente della famiglia, appena arriva sul divano, muore e la Morte stende i piedi sopra i cadaveri.

## Si trasloca solo due volte
- Sceneggiatura: John Swartzwelder
- Regia: Mike B. Anderson
- Messa in onda originale: 3 novembre 1996
- Messa in onda italiana: 9 ottobre 1999

La Globex Corporation sta tentando di assumere nuovi dipendenti e, dopo aver provato ad ingaggiare senza successo Smithers, decidono di prendere Homer, che deve andare a vivere con la sua famiglia a Cypress Creek, una comunità organizzata.
Con questo nuovo lavoro, Homer spera di poter un giorno possedere i Dallas Cowboys. Egli però non si rende conto che Hank Scorpio, il simpatico e disponibile proprietario dell'azienda, è un pericoloso terrorista che vuole conquistare il mondo. Nel frattempo però la famiglia Simpson è molto infelice per la nuova sistemazione: Marge si annoia e inizia a bere (poiché nella casa ogni compito è affidato a un robot); Lisa è allergica a vari tipi di piante e Bart è stato inserito in un programma di recupero scolastico. Vedendo questa situazione, Homer decide di ritornare a Springfield per vedere tutti i suoi familiari felici e Hank Scorpio lo ringrazia per il suo aiuto (grazie a Homer infatti egli è riuscito a conquistare la costa orientale degli Stati Uniti) regalandogli la squadra dei Denver Broncos.
- Guest star: Albert Brooks (voce di Hank Scorpio)
- Frase alla lavagna: All'asilo non ho imparato tutto quello che mi occorreva sapere
- Gag del divano: i Simpson arrivano sul divano con il paracadute, ma quello di Homer non si apre e lui si spiaccica sul pavimento.

## Homer toro scatenato
- Sceneggiatura: Jonathan Collier
- Regia: Mark Kirkland
- Messa in onda originale: 10 novembre 1996
- Messa in onda italiana: 27 febbraio 1998

Dopo che Bart è stato picchiato da alcuni compagni, Homer tenta di parlare con i genitori dei bulli, ma viene a sua volta picchiato. Sorpreso dal modo in cui Homer resiste ai colpi, Boe propone all'amico di entrare nel mondo della boxe, offrendosi come manager.
L'unica strategia di Boe è quella di far resistere Homer durante gli incontri, vincendo gli avversari per sfinimento. La carriera di Homer va abbastanza bene, fino a che Boe non accetta l'incontro contro il campione dei pesi massimi Drederick Tatum, promettendo a Lucius Sweet, manager di Tatum, di far resistere Homer per almeno tre round. Preoccupata Marge si fa promettere da Boe che chiederà l'interruzione dell'incontro se le cose si metteranno troppo male. L'incontro, come previsto, è una carneficina, ma alla fine, mosso dai sensi di colpa, Boe interviene volando con un jet pack per salvare la vita a Homer.
- Guest star: Michael Buffer (voce di sé stesso) e Paul Winfield (voce di Lucius Sweet)
- Frase alla lavagna: Io non sono il mio gemello perduto
- Gag del divano: i Simpson entrano in scena vestiti da cow-boy e, una volta sul divano, questo incomincia a galoppare, andandosene in uno scenario western.

## Burns Baby Burns
- Sceneggiatura: Ian Maxtone-Graham
- Regia: Jim Reardon
- Messa in onda originale: 17 novembre 1996
- Messa in onda italiana: 3 marzo 1998

Un uomo di nome Larry riconosce in Burns, visto durante un viaggio in treno, il padre che non vedeva da anni.
Burns effettivamente riconosce Larry come il frutto di una notte di passione e lo accetta. Tuttavia quest'ultimo si dimostrerà un uomo rozzo e sgradevole, incapace di stare in società e mette il padre in grande imbarazzo. Per via della personalità piuttosto simile, Larry fa amicizia con Homer, a cui confida come non si senta apprezzato dal padre. Insieme i due simulano un finto rapimento ai danni di Larry per mettere alla prova i sentimenti di Burns. La situazione finisce per avere un risvolto inaspettato quando Homer viene indagato come rapitore di Larry. Alla fine Larry è costretto a rivelare l'inganno alla polizia e al padre e decide di ritornare dalla propria famiglia.
- Guest star: Rodney Dangerfield (voce di Larry Burns)
- Frase alla lavagna: assente
- Gag del divano: i Simpson sono delle bolle che fluttuano sul divano fino a toccarsi fra loro ed esplodere.

## Il notturno di Bart
- Sceneggiatura: Richard Appel
- Regia: Dominic Polcino
- Messa in onda originale: 24 novembre 1996
- Messa in onda italiana: 4 marzo 1998

Bart arreca alcuni danni all'abitazione di un'anziana signora di nome Belle, e Homer lo punisce costringendolo a svolgere alcuni lavoretti per la donna.
Tuttavia la casa della signora Belle si rivelerà essere un locale burlesque, assiduamente frequentato da alcuni cittadini di Springfield, compreso il direttore Skinner, il sindaco Quimby e nonno Simpson. Quando Marge viene a scoprire la verità sulla casa di Belle, dopo una riunione cittadina, si coalizza con alcuni cittadini per demolire il locale. Poco prima della distruzione, Homer e Bart cantano una canzone in stile musical per difendere la casa di Belle, facendo cambiare idea ai concittadini. La folla si ferma, ma Marge inavvertitamente distrugge una parete con un bulldozer. Per rimediare Marge sarà costretta a lavorare come cabarettista nella casa di Belle.
- Guest star: assente
- Frase alla lavagna: assente
- Gag del divano: i Simpson e tutti gli altri personaggi della serie si posizionano davanti al televisore, imitando la scena della copertina dell'album Sgt. Pepper's Lonely Hearts Club Band dei The Beatles.

## Due cuori due capanne
- Sceneggiatura: Steve Tompkins
- Regia: Steven Dean Moore
- Messa in onda originale: 1º dicembre 1996
- Messa in onda italiana: 2 marzo 1998

Il matrimonio di Kirk e Luann Van Houten è profondamente in crisi e, durante una cena organizzata a casa Simpson, Luann chiede il divorzio al marito. Homer, che si preoccupa di tirare su il morale a Kirk, è convinto che lui e Marge non avranno mai problemi simili. Tuttavia alcuni segnali lo fanno convincere che in realtà anche il suo matrimonio è finito e, senza chiedere nulla a Marge, Homer ottiene il divorzio, soltanto per poi farle una sorpresa chiedendole nuovamente di sposarlo. Marge accetta e i due si confermano nuovamente il proprio amore. Kirk tenta la stessa strategia con Luann, che però rifiuta.
- Guest star: assente
- Frase alla lavagna: assente
- Gag del divano: la famiglia Simpson è seduta sul divano, ma Bart è di colore verde, Homer sintonizza meglio il televisore e il ragazzo diventa rosso. Alla fine Homer gli dà un colpo in testa e Bart torna normale.

## L'appuntamento di Lisa col teppistello
- Sceneggiatura: Mike Scully
- Regia: Susie Dietter
- Messa in onda originale: 15 dicembre 1996
- Messa in onda italiana: 26 febbraio 1998

Homer trova un ripetitore automatico di telefonate e lo utilizza per truffare gli abitanti di Springfield. Nel frattempo, per aver vandalizzato l'auto di Chalmers, Nelson viene costretto ad aiutare il bidello Willie per punizione. 
Lisa, dalla finestra della propria classe, osserva Nelson prendere in giro Willie e si scopre innamorata del ragazzo. Quando Nelson accetta la dichiarazione di Lisa, la ragazza decide di cambiare le cattive abitudini del bullo, per renderlo una persona migliore. Nelson e Lisa si scambiano anche un bacio, ma quando Secco, Patata e Spada lo invitano a fare uno scherzo a casa del direttore Skinner, Nelson accetta. Inizialmente, credendo nell'innocenza di quest'ultimo, Lisa difende il ragazzo, ma quando la verità viene a galla, la ragazza preferisce interrompere la relazione.
- Guest star: assente
- Frase alla lavagna: assente
- Gag del divano: l'intera scena è vista capovolta. I Simpson si siedono sul divano, ma precipitano sul pavimento-soffitto.

## Uragano Neddy
- Sceneggiatura: Steve Young
- Regia: Bob Anderson
- Messa in onda originale: 29 dicembre 1996
- Messa in onda italiana: 5 marzo 1998

Un uragano abbattutosi su Springfield distrugge soltanto la casa di Ned, il quale, insieme alla propria famiglia, è costretto a cercare rifugio in chiesa. La mattina seguente Ned scopre che la propria casa è stata ricostruita dagli abitanti di Springfield, i quali l'hanno costruita in maniera talmente precaria da crollare non appena viene chiusa la porta. La cosa fa infuriare Ned che, dopo uno sfogo, decide di farsi rinchiudere in un istituto psichiatrico. Qui si viene a scoprire che in passato Ned era un bambino molto irruente e senza controllo poiché i suoi genitori, che erano dei fricchettoni, non gli imponevano alcuna regola. Fu quindi sottoposto a una lunga terapia a base di sculacciate affinché reprimesse definitivamente l'ira. La terapia funzionò a tal punto che Ned non è stato più capace di provare rabbia, perciò l'unico rimedio possibile per guarire è fare in modo che egli provi nuovamente ira nei confronti di qualcuno. A tal scopo, Homer viene convocato per tentare di curare Ned, ma tutte le sue provocazioni sono inefficaci, finché Flanders non inveisce contro i suoi stessi genitori, dicendo di detestarli e contro il servizio postale, da lui definito pessimo. A questo punto il dottor Foster ritiene che Ned sia guarito e lo fa uscire dal centro psichiatrico, accolto con gioia da tutti gli abitanti di Springflied.
- Guest star: Jon Lovitz (voce di Jay Sherman)
- Frase alla lavagna: assente
- Gag del divano: al posto del divano i Simpson trovano una fessura per inserire un gettone. Homer mette il gettone, ma il divano che scende dall'alto lo schiaccia.

## Il viaggio misterioso di Homer
- Sceneggiatura: Ken Keeler
- Regia: Jim Reardon
- Messa in onda originale: 5 gennaio 1997
- Messa in onda italiana: 25 febbraio 1998

Dopo aver mangiato del peperoncino piccantissimo (coltivato in un manicomio criminale del Guatemala) a una sagra locale di chili con carne, Homer ha delle strane allucinazioni, in cui incontra un coyote parlante, che gli chiede di cercare la propria anima gemella. Dopo aver litigato con Marge, Homer comincia a pensare che non sia davvero lei la sua anima gemella e incomincia a vagare per la città alla ricerca di un'altra potenziale anima gemella. Alla fine decide che l'uomo del faro potrebbe essere la sua anima gemella, in quanto con lui condivide la profonda solitudine. Con grande sconforto Homer, scopre che il faro è automatizzato. Dopo poco lo raggiunge Marge e gli chiede scusa per quanto accaduto. A quel punto Homer si rende conto che la sua vera anima gemella è sempre stata Marge.
- Nota: Questo episodio funge da ispirazione per il Level Pack dei Simpson in Lego Dimensions. [1]
- Guest star: Johnny Cash (voce del coyote spirito guida di Homer)
- Frase alla lavagna: assente
- Gag del divano: i Simpson arrivano sul divano con il paracadute, solo che quello di Homer non si apre e lui si spiaccica sul pavimento.

## Springfield Files
- Sceneggiatura: Reid Harrison
- Regia: Steven Dean Moore
- Messa in onda originale: 12 gennaio 1997
- Messa in onda italiana: 22 febbraio 1998

Dopo essersi ubriacato al locale di Boe, Homer torna a casa a piedi, attraversando un bosco. Sulla strada Homer incontra una strana creatura lucente, che lui si convince essere un alieno. L'indomani la storia di Homer è riportata dal giornale locale e finisce per attirare l'attenzione dei due agenti dell'FBI Fox Mulder e Dana Scully (i protagonisti della serie televisiva X-Files), che si recano sul posto per indagare.
Dopo aver appreso che tipo di persona è Homer però i due agenti abbandonano il caso. Non convinto Homer decide di accamparsi nella zona in cui aveva visto l'alieno insieme con Bart, l'unico che sembra credergli. I due riescono a videoregistrare l'apparizione dell'alieno convincendo la comunità dell'esistenza della creatura. Tuttavia l'alieno si rivelerà essere soltanto il signor Burns, ridotto in quello stato dall'esposizione alle radiazioni della propria centrale, e da un trattamento medico settimanale del dr. Nick, volto ad allungargli la vita di una settimana.
- Guest star: Gillian Anderson (voce dell'agente FBI Dana Scully), David Duchovny (voce dell'agente FBI Fox Mulder), Leonard Nimoy (voce di sé stesso, narratore della storia)
- Frase alla lavagna: La verità non è là fuori
- Gag del divano: i Simpson indossano degli zaini con dei razzi direzionali e si siedono sul divano, mentre Maggie fa alcune evoluzioni e poi si siede in braccio a Marge.

## Il mondo iellato di Marge Simpson
- Sceneggiatura: Jennifer Crittenden
- Regia: Chuck Sheetz
- Messa in onda originale: 19 gennaio 1997
- Messa in onda italiana: 6 marzo 1998

Marge decide di avviare in proprio un'attività di vendita di pretzel, dopo essere stata cacciata dal gruppo femminile delle investitrici in quanto troppo tradizionalista. In contrapposizione all'attività di Marge, le investitrici decidono di vendere falafel, ottenendo maggior successo rispetto a lei. Per aiutare Marge, Homer chiede aiuto a Tony Ciccione, boss della mafia locale, che sabota le investitrici e gli altri venditori ambulanti facendo finalmente ottenere dei risultati a Marge.
Tuttavia quando Tony Ciccione reclama la propria parte di proventi, Marge rifiuta di assecondare le richieste della mafia. Tony Ciccione quindi invia i propri scagnozzi a casa Simpson per ottenere ciò che gli spetta, ma i mafiosi si dovranno scontrare con la yakuza giapponese a cui hanno chiesto aiuto il gruppo delle investitrici. L'episodio si conclude con uno scontro fra i due gruppi malavitosi.
- Guest star: Jack Lemmon (voce di Frank Ormand)
- Frase alla lavagna: Non sono autorizzato a fare nulla
- Gag del divano: le teste dei Simpson escono da vari buchi del pavimento e un grande martello colpisce le teste dei vari componenti della famiglia.

## La montagna della pazzia
- Sceneggiatura: John Swartzwelder
- Regia: Mark Kirkland
- Messa in onda originale: 2 febbraio 1997
- Messa in onda italiana: 10 marzo 1998

Dopo una fallimentare simulazione di evacuazione della centrale, Burns organizza un ritiro in montagna per i propri dipendenti affinché rafforzino il proprio lavoro di squadra.
Gli impiegati, divisi per coppie, dovranno raggiungere una baita in cima alla montagna e la coppia che arriverà per ultima sarà licenziata. Burns stesso, in coppia con Homer, arriva per primo alla baita barando, ma essa viene sommersa da una valanga a causa del loro rumoroso festeggiare. All'interno della baita isolata, Burns e Homer incominciano a dare segni di squilibrio e lottano selvaggiamente fra loro. Durante la colluttazione, colpiscono una bombola di propano che, esplodendo, fa schizzare l'intera baita fuori dalla neve come un razzo e, grazie a questo intervento fortuito, riescono a essere salvati.
- Guest star: assente
- Frase alla lavagna: assente
- Gag del divano: i Simpson chiudono il divano-letto e si siedono sopra, nonostante sopra il nonno stia dormendo.

## Simpsoncalifragilistichespirali-d'oh-so
- Sceneggiatura: Al Jean e Mike Reiss
- Regia: Chuck Sheetz
- Messa in onda originale: 7 febbraio 1997
- Messa in onda italiana: 5 maggio 1998

Stressata dal proprio lavoro di casalinga e madre, Marge assume una tata magica inglese di nome Sherry Bobbins (parodia di Mary Poppins), che arriva a casa Simpson volando con un ombrello. Ella riesce a sistemare le cose a casa Simpson, insegnando a Bart e Lisa come tenere in ordine la propria stanza ed essere disciplinati.
Dopo un primo entusiasmo iniziale, però, i Simpson non riescono a fare a meno della propria vita confusionaria. Sherry Bobbins, depressa, si rende conto che non è riuscita a insegnare nulla alla famiglia però capisce che i Simpson amano vivere nella confusione ed è questo il loro vero stile di vita. Va via da casa Simpson con il suo ombrello contenta lo stesso, ma finisce incenerita dal reattore di un aereo passante.
- Guest star: assente
- Frase alla lavagna: Non nasconderò i tranquillanti della maestra
- Gag del divano: nel salotto non c'è nessuno e nessuno entra in casa, poiché la porta è chiusa e la famiglia Simpson cerca di entrare, con Homer che cerca di buttare giù la porta.

## Lo show di Grattachecca e Fichetto e Pucci
- Sceneggiatura: David X. Cohen
- Regia: Steven Dean Moore
- Messa in onda originale: 9 febbraio 1997
- Messa in onda italiana: 12 marzo 1998

Per rilanciare il cartone animato Grattachecca & Fichetto, la produzione dello show introduce un nuovo personaggio, un cane b-boy di nome Pucci (in inglese Poochie). Bart e Lisa convincono Homer a partecipare alle audizioni per l'assegnazione del doppiatore di Pucci.
Homer riesce a ottenere la parte, ma il primo episodio in cui compare il personaggio non viene accolto bene dal pubblico e i produttori decidono di tagliare fuori il personaggio, uccidendolo. Aiutato dalla doppiatrice di Grattachecca e Fichetto, Homer riesce a cambiare il discorso finale di Pucci, credendo di aver convinto la produzione a mantenere il personaggio. Invece, quando l'episodio va in onda, Pucci viene comunque eliminato con un espediente grossolano. Nel frattempo a casa Simpson viene a vivere un ragazzo di nome Roy, che farà solo battute tra una scena e l'altra. Alla fine dell'episodio Roy andrà via di casa, salutando tutta la famiglia Simpson.
- Guest star: assente
- Frase alla lavagna: assente
- Gag del divano: i Simpson, arrivando nel salotto, trovano la famiglia Flintstone della serie animata Gli Antenati seduta sul divano. A partire dal 2023, questa gag è stata sostituita, dove I Simpson, arrivando nel salotto, trovano tutti i personaggi dell'epoca.

## La fobia di Homer
- Sceneggiatura: Ron Hauge
- Regia: Mike B. Anderson
- Messa in onda originale: 16 febbraio 1997
- Messa in onda italiana: 11 marzo 1998

I Simpson tentano di vendere alcuni oggetti di famiglia, a un negozio locale finendo per diventare amici di John, gestore del negozio. Homer sembra molto contento del nuovo amico, fino a che non scopre che è gay e rifiuta di frequentarlo ancora. Marge e i bambini invece continuano a uscire con John e Homer incomincia a preoccuparsi sull'influenza dell'uomo su Bart. Affinché il ragazzo affermi la propria mascolinità si fa convincere da Boe e Barney a portarlo a una battuta di caccia. La caccia però prende una svolta pericolosa, quando il gruppo viene assalito da un gruppo di renne inferocite. A salvare Homer e gli altri interviene proprio John e alla fine Homer si sentirà di chiedere scusa all'uomo.
- Guest star: John Waters (voce di John)
- Frase alla lavagna: assente
- Gag del divano: un computer prova a caricare i file dei vari componenti della famiglia Simpson. Il caricamento però è molto lento e un puntatore del mouse clicca più volte sul pulsante Exit.

## Fratelli coltelli
- Sceneggiatura: Ken Keeler
- Regia: Pete Michaels
- Messa in onda originale: 23 febbraio 1997
- Messa in onda italiana: 16 marzo 1998

Telespalla Bob, rilasciato dalla prigione, viene assunto da suo fratello Cecil per supervisionare la costruzione di una diga.
Nonostante le buone intenzioni di Bob, Bart sospetta che l'uomo possa compiere nuovi atti criminali e continua a perseguitarlo fino a che, insieme a Lisa, scopre che in realtà è Cecil che sta complottando contro Springfield. Cecil, messo alle strette, rivela di volersi vendicare del fratello per avergli rubato la parte di telespalla di Krusty il clown. Bob, Bart e Lisa saranno costretti a collaborare per salvare se stessi e Springfield, ma alla fine dell'episodio Bob viene comunque arrestato, stavolta insieme a Cecil.
- Guest star: Kelsey Grammer (voce di Telespalla Bob Terwilliger), David Hyde Pierce (voce di Cecil Terwilliger)
- Frase alla lavagna: assente
- Gag del divano: l'intera scena è vista capovolta. I Simpson si siedono sul divano, ma precipitano sul pavimento-soffitto.

## La mia sorella babysitter
- Sceneggiatura: Dan Greaney
- Regia: Jim Reardon
- Messa in onda originale: 2 marzo 1997
- Messa in onda italiana: 13 marzo 1998

Ned accetta l'offerta di Lisa di fare da baby-sitter a Todd e Rod. 
Colpito dalla diligenza della ragazzina, il signor Flanders fa buona pubblicità a Lisa, che ottiene numerosi incarichi da parte degli abitanti di Springfield. Una sera Marge affida Bart e Maggie alla sorella. Ma, pur di intralciare la sorella con gli scherzi per vendetta, Bart finisce per cadere dalle scale e spezzarsi un braccio. Per non rovinare la propria reputazione, Lisa tenta di portare in gran segreto Bart dal dottor Nick, ma viene vista da tutta la città, mentre lo fa involontariamente rotolare da una collinetta, considerandola davvero la peggior baby-sitter del mondo. Nonostante ciò che si aspetti, il giorno successivo Lisa continua a ricevere incarichi, mentre Bart si è scusato.
- Guest star: assente
- Frase alla lavagna: assente
- Gag del divano: la Tv e il divano sono su una barca ed entrambi vengono spostasti continuamente a causa del mare grosso. I Simpson, vestiti con impermeabili gialli, si siedono sul divano, ma un'onda anomala li investe e fa affondare la nave; alla fine dal mare spunta fuori solo la TV.

## Homer contro il 18º emendamento
- Sceneggiatura: John Swartzwelder
- Regia: Bob Anderson
- Messa in onda originale: 16 marzo 1997
- Messa in onda italiana: 5 maggio 1998

A causa di una involontaria ubriacatura di Bart durante San Patrizio e grazie a un'arcaica legge, le bevande alcoliche vengono bandite da Springfield e Winchester, data la sua incapacità di far rispettare il divieto, viene licenziato e sostituito dall'inflessibile Rex Banner, che riesce a far sparire l'alcol dalla città. Homer, a insaputa di Marge, comincia a distribuire clandestinamente l'alcol confiscato, che lui e Bart sono riusciti a recuperare di nascosto, e nasce così la figura del "Barone Birra", eroe delle bettole clandestine della città e contro cui pure Rex Banner sembra essere inerme. Quando i due sono scoperti da Marge, incredibilmente anche lei li appoggia, sentendo che il proibizionismo sia sbagliato, ma poi, quando anche la birra di contrabbando finisce e quindi Homer tenta di ripiegare con la produzione clandestina, lo obbliga a smettere dato che il marito si mostra incapace di farlo in sicurezza. Homer allora si mette d'accordo con Winchester per farsi arrestare da lui, e non da Banner, per ripristinare la reputazione dell'ex-poliziotto. Tuttavia, secondo l'antica legge, Homer dovrebbe essere letteralmente catapultato fuori dalla città, ma un discorso di Marge fa cambiare idea alla popolazione; Rex Banner però non è d'accordo quindi la città, non potendone più di lui, lo fa catapultare subito prima di scoprire che la legge sul proibizionismo era stata abrogata un anno dopo la sua entrata in vigore. Le bevande alcoliche vengono reintrodotte a Springfield.
- Guest star: Dave Thomas (voce di Rex Banner)
- Frase alla lavagna: assente
- Gag del divano: i Simpson entrano in scena vestiti da cow-boy e, una volta sul divano, questo incomincia a galoppare, andandosene in uno scenario western.

## Una scuola elementare confidenziale
- Sceneggiatura: Rachel Pulido
- Regia: Susie Dietter
- Messa in onda originale: 6 aprile 1997
- Messa in onda italiana: 9 marzo 1998

Durante la festa di compleanno di Martin, Seymour Skinner e Edna Caprapall si ritrovano isolati dal resto dei festeggiamenti e incominciano una relazione sentimentale. 
I due vorrebbero tenere la cosa segreta, ma Bart li scopre mentre si baciano. Per comprare il silenzio di Bart, Skinner e la Caprapall gli offrono alcune agevolazioni, ma approfittano di lui per scambiarsi messaggi. Stufo di fare da ruffiano fra i due amanti, Bart fa in modo che tutta la scuola scopra la relazione fra il preside e la maestra, facendo scoppiare uno scandalo. Il sovrintendente Chalmers mette Skinner davanti a un ultimatum: o interrompe la relazione o verrà licenziato. Con l'aiuto di Bart, i due decidono di barricarsi dentro la scuola finché non verranno lasciati in pace. Per far placare lo scandalo, Skinner ammette pubblicamente di essere vergine e termina la relazione con la Caprapall. L'episodio si conclude con la rivelazione che Skinner e la Caprapall in realtà continuano a vedersi segretamente.
- Guest star: assente
- Frase alla lavagna: assente
- Gag del divano: i Simpson sono delle bolle che fluttuano sul divano fino a toccarsi fra loro ed esplodere.
- Curiosità: Maude cita erroneamente insieme a Krusty Bambi, film della Disney.

## L'ammutinamento canino
- Sceneggiatura: Ron Hauge
- Regia: Susie Dietter
- Messa in onda originale: 13 aprile 1997
- Messa in onda italiana: 17 marzo 1998

Bart entra in possesso di una carta di credito, tramite la quale incomincia a fare acquisti di lusso, compreso un cane collie, di nome Laddie che mette completamente in ombra il piccolo aiutante di Babbo Natale. Quando l'inganno viene svelato tutti i beni acquistati da Bart vengono sequestrati, ma per fare in modo che Laddie non venga portato via, il ragazzo convince gli ufficiali giudiziari che il cane acquistato è il piccolo aiutante di Babbo Natale. Pentito, Bart tenta di trovare il proprio cane e scopre che è stato affidato a un cieco, Bart tenta di rapirlo, ma l'uomo lo scopre e avverte la polizia. Quando la polizia arriva, Laddie, che è stato assunto come cane poliziotto, scopre che il cieco ha in casa una borsa di marijuana e la polizia permette a Bart di andare via insieme con il piccolo aiutante di Babbo Natale e incomincia una festa con il cieco.
- Guest star: assente
- Frase alla lavagna: Un'esercitazione antincendio non richiede un incendio
- Gag del divano: i Simpson chiudono il divano-letto e si siedono sopra, nonostante sopra il nonno stia dormendo.

## Il vecchio e Lisa
- Sceneggiatura: John Swartzwelder
- Regia: Mark Kirkland
- Messa in onda originale: 20 aprile 1997
- Messa in onda italiana: 18 marzo 1998

In seguito a un cattivo investimento, Burns perde la propria fortuna e viene confinato nella casa di riposo di Springfield, mentre la direzione della centrale nucleare passa a Lenny. Disgustato da ciò che lo circonda, Burns tenta di rimettere in piedi il proprio impero fino a che non apprende da Lisa l'arte del riciclaggio. Burns le chiede aiuto, così Lisa, convintasi che il vecchio sia un uomo diverso, decide di aiutarlo. Burns riesce ad aprire una centrale per il riciclaggio, a cui dà il nome di Lisa. Lisa, inizialmente entusiasta, è sconvolta dal comportamento di Burns quando le viene rivelato che la centrale distrugge i fondali marini e la loro fauna per creare una sostanza adatta a mille scopi. Intanto il signor Burns vende l'impianto di riciclaggio per 120000000 $ e riacquista la centrale nucleare. Offre quindi il 10% del ricavato a Lisa, ma quest'ultima non può accettare del denaro sporco. Assistendo alla scena, Homer è colto da quattro infarti simultaneamente; risvegliatosi in ospedale, si rende conto che aveva calcolato al ribasso il 10% di 120000000 $, venendo colpito nuovamente da un arresto cardiaco.
- Guest star: Bret Hart (voce di sé stesso)
- Frase alla lavagna: assente
- Gag del divano: le teste dei Simpson escono da vari buchi del pavimento e un grande martello colpisce le teste dei vari componenti della famiglia.

## In Marge abbiamo fede
- Sceneggiatura: Donick Cary
- Regia: Steven Dean Moore
- Messa in onda originale: 27 aprile 1997
- Messa in onda italiana: 19 marzo 1998

Marge è piuttosto delusa da come Lovejoy sia del tutto indifferente alle esigenze dei propri parrocchiani e decide di lavorare al centralino della chiesa per dare consigli, sotto il nome di "signora Ascolta".
Grazie alla propria capacità di ascoltare il prossimo, Marge diventa più popolare e seguita dello stesso Lovejoy. Tuttavia quando a rivolgersi alla signora Ascolta è Ned Flanders, Marge entra in crisi e soltanto l'intervento di Lovejoy riesce a mettere a posto le cose. Intanto Homer ha scoperto che un prodotto giapponese per la pulizia, Mr. Brillio, utilizza come logo il suo volto, per poi scoprire che la somiglianza con questo simbolo, nato dalla fusione di altri due loghi, è del tutto casuale.
- Guest star: assente
- Frase alla lavagna: assente
- Gag del divano: al posto del divano i Simpson trovano una fessura per inserire un gettone. Homer mette il gettone, ma il divano che scende dall'alto lo schiaccia.

## Il nemico di Homer
- Sceneggiatura: John Swartzwelder
- Regia: Jim Reardon
- Messa in onda originale: 4 maggio 1997
- Messa in onda italiana: 20 marzo 1998

Frank Grimes è un grande lavoratore che però nella propria vita non ha mai avuto alcun riconoscimento. Viene assunto alla centrale nucleare, ma solo per la compassione di Burns, che poi non si ricorderà più di lui. Frank prende immediatamente in antipatia Homer, che al contrario di lui compensa l'inettitudine con un'immensa fortuna. Homer tenta di diventare amico di Frank, finendo per farsi odiare ancora di più. Preso da un accesso d'ira, Frank cerca di mettere in cattiva luce Homer davanti agli altri impiegati della centrale, i quali però non hanno la minima reazione, avendo ormai preso in amicizia Homer ed essendosi abituati al suo comportamento. Invidioso di Homer, perciò, decide di fargliela pagare e screditarlo, spingendolo ad iscriversi ad un concorso per bambini. Il suo piano, però, fallisce e gli si ritorce contro, poiché Homer non solo riesce a risultare vincitore del concorso, ma anche a guadagnarsi applausi e complimenti dai colleghi. A quel punto, Frank impazzisce del tutto, incominciando a imitare, ingigantendo grossolanamente le abitudini lavorative del suo nemico, ma finisce per rimanere fulminato da alcuni cavi scoperti. Al suo funerale Homer gli ruberà per l'ennesima volta la scena, suscitando l'ilarità di tutti mentre la bara viene calata nella fossa. Intanto Bart acquista all'asta per pochi spiccioli una fabbrica grande ma fatiscente, da usare come parco giochi insieme con Milhouse, che però una sera crolla nonostante ci fosse Milhouse come guardiano notturno.
- Guest star: assente
- Frase alla lavagna: assente
- Gag del divano: la famiglia Simpson è seduta sul divano, ma Bart è di colore verde, Homer sintonizza meglio il televisore e il ragazzo diventa rosso. Alla fine Homer gli dà un colpo in testa e Bart torna normale.

## La bacheca della serie dalla serie "I Simpson"
- Sceneggiatura: Ken Keeler
- Regia: Neil Affleck
- Messa in onda originale: 11 maggio 1997
- Messa in onda italiana: 23 marzo 1998

Troy presenta tre possibili spin-off della serie:
- Commissario Winchester P. I. (Chief Wiggum, P. I.)
Il commissario Winchester e Seymour Skinner sono detective a New Orleans. Qui dovranno vedersela con Gran Papino, un boss malavitoso di origine francese che ha rapito Ralph.
- Il Nonno Amorematic (The Love-Matic Grampa)
L'anima di nonno Simpson è intrappolata nella macchina dell'amore del bar di Boe. Il nonno darà consigli allo sfortunato Boe affinché riesca a conquistare una donna.
- L'ora del sorriso della famiglia Simpson (The Simpson Family Smile-Time Variety Hour)
I Simpson sono i protagonisti di un varietà stile anni settanta. Lisa è sostituita da un'avvenente adolescente. Nel finale Troy mostra alcune possibili trame future degli episodi.

- Guest star: Tim Conway (voce di sé stesso), Gailard Sartain (voce di Gran Papino)
- Frase alla lavagna: assente
- Gag del divano: assente

## La guerra segreta di Lisa Simpson
- Sceneggiatura: Richard Appel
- Regia: Mike B. Anderson
- Messa in onda originale: 18 maggio 1997
- Messa in onda italiana: 24 marzo 1998

A causa dei suoi continui comportamenti vandalici i Simpson, su consiglio di Winchester, arruolano Bart nella scuola militare di Rommelwood. Stimolata dall'atmosfera, anche Lisa decide di arruolarsi, nonostante sia l'unica ragazza dell'intera accademia. La presenza di una femmina nella scuola crea un clima di forte astio da parte dei cadetti nei suoi confronti, e persino a Bart viene impedito di parlare con la sorella. Durante la notte però Bart segretamente aiuta Lisa a superare i pesantissimi allenamenti per il test fisico di fine anno. Sia Bart, sia Lisa alla fine riescono a passare i test e alla fine del corso vengono riportati a casa dai genitori.
- Guest star: Willem Dafoe (voce del comandante della scuola militare)
- Frase alla lavagna: assente
- Gag del divano: l'intera scena è vista capovolta. I Simpson si siedono sul divano, ma precipitano sul pavimento-soffitto.